# 25기 왕위전
25기 왕위전은 중앙일보가 주최하고 한국기원 소속 전문기사로 참가한 국내 기전이다. 도전 7번기 에서는 도전자 이창호 四단이 왕위 조훈현 九단을 4:3으로 꺾고 우승을 차지했다.